# Boesenbergia gelatinosa
Boesenbergia gelatinosa är en enhjärtbladig växtart som beskrevs av Kai Larsen. Boesenbergia gelatinosa ingår i släktet Boesenbergia och familjen Zingiberaceae.
Artens utbredningsområde är Thailand. Inga underarter finns listade i Catalogue of Life.